# Duke Nukem: Time to Kill
Duke Nukem: Time to Kill est un jeu vidéo de tir à la troisième personne sorti le 3 novembre 1998 en Europe et le 30 septembre 1998 aux États-Unis. Il fonctionne sur PlayStation. Le jeu a été développé par n-Space puis édité par GT Interactive et 3D Realms.
Il a pour suite Duke Nukem: Land of the Babes.

## Synopsis
Les envahisseurs, furieux d'être vaincus une fois de plus, ont une idée pour mettre hors d'état de nuire la puissance et la virilité à l'état pur, Duke Nukem. Pour cela, ils vont aller, grâce à des machines temporelles, dans diverses époques passées, bénéficiant ainsi de leurs limitations technologiques, afin de tuer les ancêtres de Duke. Celui-ci, par contre, ne va pas se laisser faire, et va les suivre pour les empêcher d’exécuter leur plan.

### Époques
- Présent : c'est là que Duke réapparaîtra à chaque fois qu'il sauvera un de ses ancêtres dans l'une des trois époques.
- Western : shérif Duke Nukem, shérif à l'époque western, l'époque des cowboys.
- Moyen Âge : ancêtre : Sir Duke, roi d'un château.
- Empire romain : Dukus Nukemus, grand soldat de l'Empire romain.

## Accueil
- Jeuxvideo.com : 16/20[2]